# Народный артист СССР
Наро́дный арти́ст СССР — почётное звание, которое присваивалось выдающимся деятелям искусства народов СССР, получившим общее признание в развитии советского театра, музыки, кино, цирка, телевидения и радиовещания. Установлено Постановлением Центрального Исполнительного Комитета СССР от 6 сентября 1936 года № 47.

## История
В 1919 году Советским правительством было учреждено почётное звание «Народный артист Республики», которое до 1936 года являлось высшим почётным званием в СССР, присваивавшимся выдающимся деятелям искусства. В числе первых народных артистов были композитор Д. Е. Модин, певцы Фёдор Шаляпин и Леонид Собинов. С 1936 года высшим почётным званием стало «Народный артист СССР». В отличие от звания «Народный артист РСФСР» и званий народных артистов других союзных республик звание «Народный артист СССР» являлось более высокой степенью отличия в области музыки и иных сценических видов искусства.

## Положение о почётном звании
1. Почётное звание «Народный артист СССР» присваивалось наиболее выдающимся деятелям искусства, внёсшим особый вклад в развитие советского театра, музыки, кино, цирка, телевидения и радиовещания в воспитании творческой смены.
2. Присвоение звания «Народный артист СССР» производилось по представлению Министерства культуры СССР, Государственного комитета СССР по кинематографии, Государственного комитета СССР по телевидению и радиовещанию, правлений Союза кинематографистов СССР, Союза композиторов СССР.
3. Награда состояла из грамоты Президиума Верховного Совета СССР, нагрудного знака и удостоверения к нему.
4. Нагрудный знак было предписано носить на правой стороне груди и при наличии у лиц, удостоенных указанного звания, орденов СССР размещать над ними.

## Описание нагрудного знака
Нагрудный знак «Народный артист СССР» изготовлялся из томпака с золочением и имеет четырёхугольную форму в виде картуша размером основы с ушком 22,5 на 23,5 мм. В центральной части знака расположена надпись «Народный артист СССР», под ней — рельефное изображение серпа и молота. Знак не окаймлен. Все изображения и надписи выпуклые. Нагрудный знак при помощи ушка и звена соединяется с золочёной прямоугольной колодочкой размером 18 на 21 мм. В основании колодочки расположено изображение лавровых ветвей. Верхняя её часть покрыта красной муаровой лентой. На оборотной стороне колодочка имеет булавку для прикрепления знака к одежде.

## Народные артисты СССР
Первыми артистами, удостоенными почётного звания «Народный артист СССР», 6 сентября 1936 года стали:
- Байсеитова, Куляш Жасымовна;
- Станиславский, Константин Сергеевич;
- Немирович-Данченко, Владимир Иванович;
- Качалов, Василий Иванович;
- Москвин, Иван Михайлович;
- Корчагина-Александровская, Екатерина Павловна;
- Блюменталь-Тамарина, Мария Михайловна;
- Нежданова, Антонина Васильевна;
- Щукин, Борис Васильевич;
- Литвиненко-Вольгемут, Мария Ивановна;
- Саксаганский, Панас Карпович;
- Васадзе, Акакий Алексеевич;
- Хорава, Акакий Алексеевич.

Последними артистами, удостоенными почётного звания «Народный артист СССР», 20 и 21 декабря 1991 года стали 11 человек (включая Аллу Пугачеву, Софью Пилявскую, Олега Янковского).
Всего почётного звания «Народный артист СССР» были удостоены 1006 человек.
Из ныне живущих народных артистов СССР раньше всех (1 ноября 1965 года) звания удостоена балерина Ирина Колпакова.
После смерти 19 мая 2025 года Юрия Григоровича самым пожилым из ныне живущих народных артистов СССР является оперная и камерная певица Нина Исакова (род. 8 октября 1928). Самым молодым из ныне живущих народных артистов СССР по году рождения является балерина Надежда Павлова (род. 15 мая 1956).
Самыми молодыми на момент присвоения звания народными артистами СССР являлись Халима Насырова (23 года) и Куляш Байсеитова (24 года).